# BMW Art Car

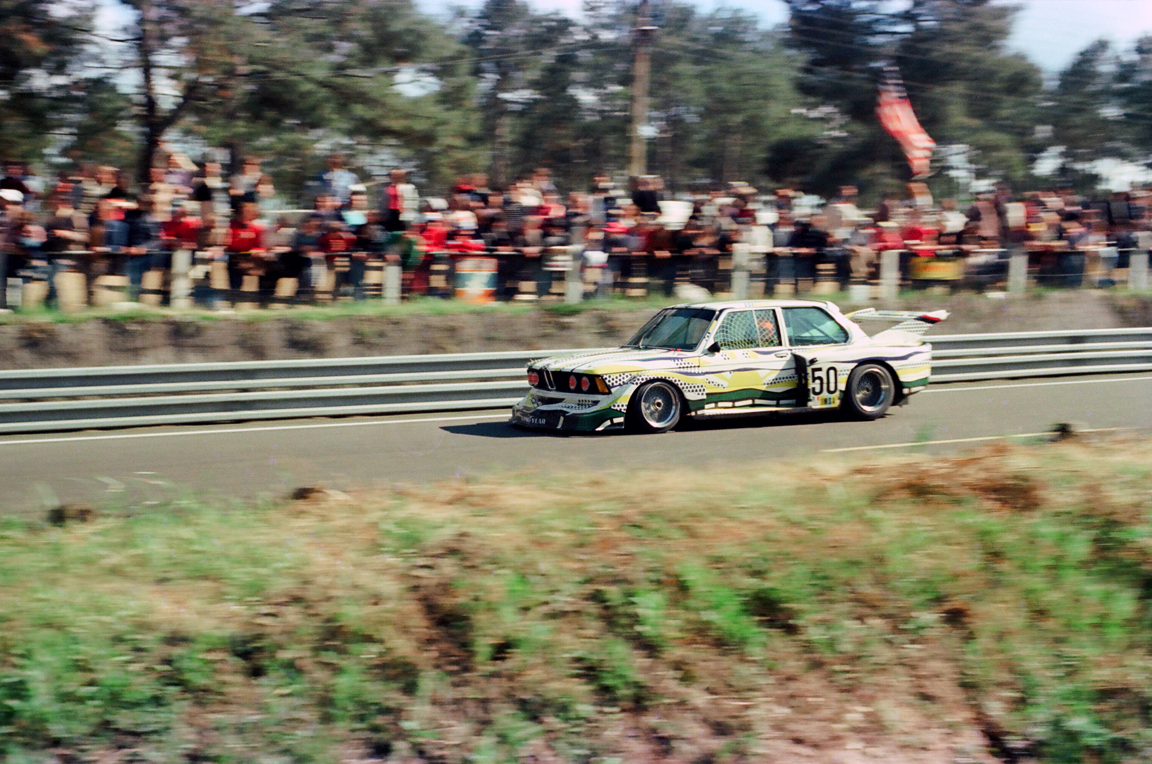
Das von Roy Lichtenstein gestaltete BMW 320i Art Car beim 24-Stunden-Rennen von Le Mans 1977

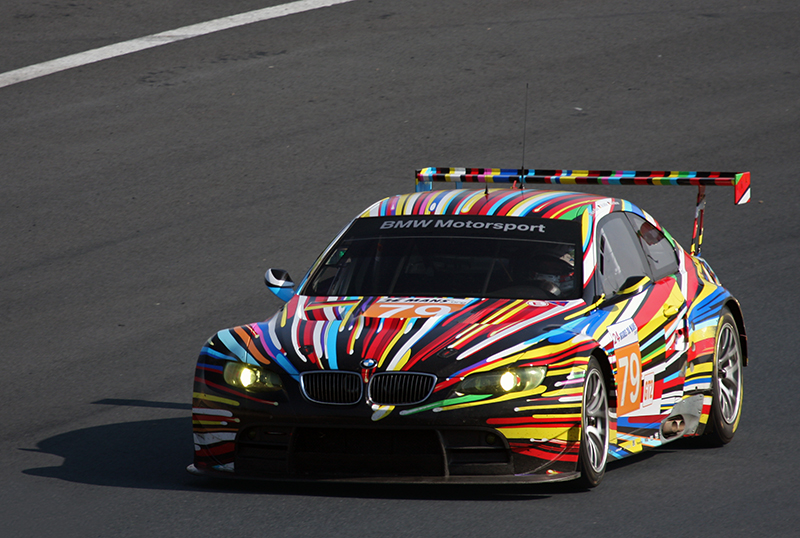
Das von Jeff Koons gestaltete BMW M3 Art Car beim 24-Stunden-Rennen von Le Mans 2010

Mit BMW Art Car werden Automobil-Kunstprojekte der BMW AG bezeichnet. Verschiedene Künstler gestalten dabei die Lackierung von einzelnen BMW-Serien- und -Rennfahrzeugen. Die Fahrzeuge werden für Ausstellungen und Werbezwecke als auch für den praktischen Einsatz verwendet. Von 1975 bis (Mitte) 2024 wurden 22 BMW Art Cars und ein Gemälde gestaltet.

## Geschichte
Die Idee zum ersten BMW Art Car hatte der französische Auktionator und Rennfahrer Hervé Poulain. Aufgrund seiner Initiative bemalte der US-amerikanische Künstler Alexander Calder 1975 einen BMW 3.0 CSL. Hervé Poulain fuhr diesen Wagen selbst beim 24-Stunden-Rennen von Le Mans 1975. Das im Folgejahr vom New Yorker Frank Stella ebenfalls auf Basis eines BMW 3.0 CSL kreierte Kunstwerk mit schwarzen Linien startete 1976 in Le Mans. Am 24-Stunden-Rennen von Le Mans nahmen auch die später von Roy Lichtenstein (1977), Andy Warhol (1979) und Jenny Holzer (1999) gestalteten Fahrzeuge teil.
Andy Warhol sollte bereits für das Le-Mans-Rennen 1978 einen Rennwagen auf Basis eines BMW 320i künstlerisch gestalten. Obwohl Warhol Mitte April 1978 ein Modell des Wagens in „Rosa und Schwarz, rosa Blumen auf einem schwarzen Auto“ nach München geschickt hatte, kam die Ausführung nicht zustande. Warhol erhielt daher von BMW die Gelegenheit, einen BMW M1 für das Le-Mans-Rennen im Juni 1979 zu entwerfen. Er entschied sich für eine Lackierung „im Stile eines abstrakten Expressionisten mit Feldern von Regenbogenfarben“. Die Lackierung wollte Warhol in 5 Minuten schaffen, aber das anwesende Filmteam bat ihn darum, sich mehr Zeit zu lassen. So setzte er nach genau 28 Minuten die Signatur unter sein Kunstwerk.
Eine Reihe weiterer namhafter Künstler hat BMW Serien- und Rennwagen gestaltet, so beispielsweise Ernst Fuchs (1982), Robert Rauschenberg (1986), Michael Nelson Jakamarra (1989), Ken Done (1989), Matazo Kayama (1990), César Manrique (1990), A. R. Penck (1991), Esther Mahlangu (1991), Sandro Chia (1992), David Hockney (1995) und Olafur Eliasson (2007). Das bislang letzte BMW Art Car – ein BMW M3 GT2 – wurde 2010 von Jeff Koons gestaltet. Der Rennwagen mit der Startnummer 79 (eine Hommage an den 1979 von Andy Warhol gestalteten BMW M1) nahm am 24-Stunden-Rennen von Le Mans 2010 teil. Der Wagen lag nach einem guten Start auf der vielversprechenden sechsten Position, ehe ihn ein technischer Defekt stoppte.
Nach Aussage von Thomas Girst, der die BMW Art Cars seit 2004 verantwortet, hat sich die Bestimmung des Projekts mit der Zeit gewandelt:

„Zu Beginn wurden mit den Wagen Rennen gefahren. Der Aufwand für Öffentlichkeitsarbeit hielt sich in Grenzen […] Einige der BMW Art Cars wurden seitdem in der Werbung eingesetzt, um zu zeigen, dass BMW auch auf dem Kunstsektor aktiv ist. Mit der Arbeit von Eliasson gewinnen auch Aspekte der alternativen und erneuerbaren Energien an Bedeutung.“

## BMW-Art-Car-Künstler über ihre Werke
„Mein Design ist wie eine technische Zeichnung, die auf die Karosserie übertragen wurde.“

„Ich habe lange überlegt und so viel reingesteckt, wie ich nur konnte. Mit den gemalten Linien wollte ich die Straße darstellen, die dem Auto zeigt, wo es langgeht. Der Entwurf zeigt auch die Landschaft, durch die der Wagen gefahren ist.“

„Ich liebe das Auto. Es ist besser gelungen als das Kunstwerk.“

„Fahrbare Museen würde ich toll finden. Mit diesem Auto geht mein Traum in Erfüllung.“

„Ndebele-Kunst hat auf ganz natürliche Weise etwas formal sehr Großzügiges an sich; was ihr in meiner Arbeit hinzugefügt wurde, ist die Idee der Bewegung.“

„Das Auto hat wunderbare Linien, denen ich gefolgt bin.“

„Unsere Fortbewegung impliziert Reibung: Nicht nur Luftwiderstand, sondern auch gesellschaftliche, physische und politische Reibungen.“

„Diese Rennautos sind wie das Leben, sie strotzen vor Kraft und haben enorme Energie. Man kann sich darauf einlassen, darauf aufbauen und mit dieser Energie eins werden. Unter der Haube steckt viel Kraft und meine Ideen sollen damit verschmelzen – es geht einzig darum, sich völlig darauf einzulassen.“

## Übersicht BMW Art Cars
| Art Car Nr. | Bild | Künstler                 | Modell          | Jahr |
| ----------- | ---- | ------------------------ | --------------- | ---- |
| 1           |      | Alexander Calder         | BMW 3.0 CSL     | 1975 |
| 2           |      | Frank Stella             | BMW 3.0 CSL     | 1976 |
| 3           |      | Roy Lichtenstein         | BMW 320i Turbo  | 1977 |
| 4           |      | Andy Warhol              | BMW M1          | 1979 |
| 5           |      | Ernst Fuchs              | BMW 635 CSi     | 1982 |
| 6           |      | Robert Rauschenberg      | BMW 635 CSi     | 1986 |
| 7           |      | Michael Nelson Jakamarra | BMW M3          | 1989 |
| 8           |      | Ken Done                 | BMW M3 Gruppe A | 1989 |
| 9           |      | Matazō Kayama            | BMW 535i        | 1990 |
| 10          |      | César Manrique           | BMW 730i        | 1990 |
| 11          |      | A. R. Penck              | BMW Z1          | 1991 |
| 12          |      | Esther Mahlangu          | BMW 525i        | 1991 |
| 13          |      | Sandro Chia              | BMW M3 GTR      | 1992 |
| 14          |      | David Hockney            | BMW 850 CSi     | 1995 |
| 15          |      | Jenny Holzer             | BMW V12 LMR     | 1999 |
| 16          |      | Olafur Eliasson          | BMW H2R         | 2007 |
| *           |      | Robin Rhode              | BMW Z4          | 2009 |
| 17          |      | Jeff Koons               | BMW M3 GT2      | 2010 |
| 19          |      | John Baldessari          | BMW M6 GTLM     | 2016 |
| 18          |      | Cao Fei                  | BMW M6 GT3      | 2017 |
| 19          |      | Bosco                    | BMW G42         | 2021 |
| 20          |      | Marc Brandenburg         | BMW iX1         | 2023 |
| 21          |      | Esther Mahlangu          | BMW i5          | 2024 |
| 22          |      | Julie Mehretu            | BMW M Hybrid V8 | 2024 |

* Das Ergebnis des Kunstprojekts von Robin Rhode war kein BMW Art Car, sondern ein Gemälde, das durch Überfahren einer großen  Leinwand mit einem BMW Z4 entstand, indem die Farbe über die Reifen des Wagens aufgetragen wurde.

## Ausstellungen
Im Jahr 2009 gingen die BMW Art Cars auf eine Nordamerika-Tour. Zunächst wurden die Fahrzeuge vom 12. bis 24. Februar 2009 im Los Angeles County Museum of Art präsentiert. Die zweite Station war New York City vom 25. März bis 6. April 2009 im Grand Central Terminal.
Die BMW Art Cars wurden anschließend in Mexiko gezeigt, zunächst im Museo de Arte Contemporáneo (MARCO) in Monterrey und danach in Guadalajara und Mexiko-Stadt.
Im Juli 2012 wurden 16 BMW Art Cars im Rahmen einer Partnerschaft mit dem Institute of Contemporary Arts auf sechs Etagen eines Parkhauses in Shoreditch als Teil des London 2012 Festival unter dem Titel ART DRIVE! präsentiert.
Von Oktober 2015 bis Mai 2016 wurden acht der BMW Art Cars im MAC Museum Art & Cars in Singen unter dem Titel "Bewegte Farbe" mit Werken des Künstlers Herbert Vogt gezeigt.
Vom 11. November 2016 bis zum 19. März 2017 wurden neun BMW Art Cars im Automuseum Prototyp (Museum) in Hamburg gezeigt.
Vom 10. Oktober 2018 bis Anfang März 2019 werden sieben der Art Cars im BMW Museum in München gezeigt.

## Miniaturmodelle
In den Jahren 2003 bis 2005 legte BMW eine Serie von 15 Miniaturmodellen der Art Cars auf. Die Druckguss-Modelle im Maßstab 1:18 wurden von Minichamps gefertigt. Die ersten beiden Modelle waren der BMW 3.0 CSL von Alexander Calder und der BMW V12 LMR von Jenny Holzer. Die Art-Car-Modelle wurden über die BMW-Händler und -Niederlassungen, ausgewählte Museums-Shops und direkt durch BMW vertrieben. Die Auflage betrug 3.000 Stück.

## Weitere Art Cars auf BMW-Basis

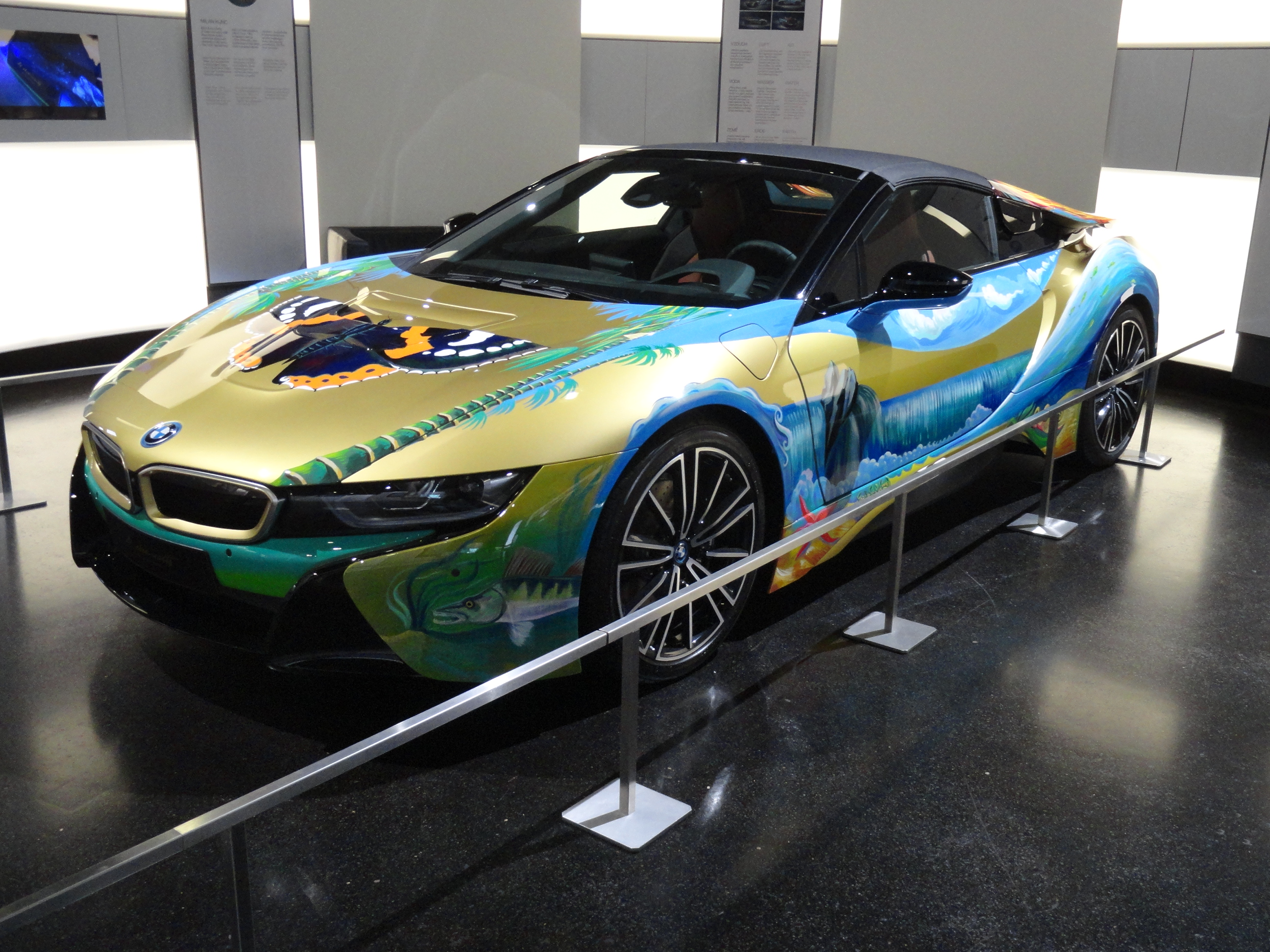
BMW i8 (2019), gestaltet
von Milan Kunc

Neben den von BMW in Auftrag gegebenen Arbeiten wurden weitere BMW-Fahrzeuge von Künstlern gestaltet. So bemalte Keith Haring 1987 einen roten BMW Z1 in der Düsseldorfer Galerie Hans Mayer. Weiterhin gestaltete der deutsche Künstler, Lackierer und Grafikdesigner Walter Maurer BMW-Fahrzeuge im eigenen Stil. 2013 machte der Tscheche Andrej Drbohlav (Künstlername: Andy Reiben) einen BMW 3er F30 zum knallig-farbigen Einzelstück. Das mit fluoreszierenden Farben gestaltete Fahrzeug erhielt den Namen Fluidum.
2019 gestaltete Milan Kunc einen BMW i8 mit dem Thema der drängenden Umweltfragen unserer Zeit. Er wird auch im BMW Museum gezeigt und soll schließlich zugunsten dem The-Ocean-Cleanup-Projekt versteigert werden.